# Хумайд бин Абдаллах аль-Касими
Шейх Хумайд бин Абдаллах Аль-Касими (? — 1900) — правитель эмирата Рас-эль-Хаймы в 1869—1900 годах. Он пережил попытку свергнуть его с трона правителя Шарджи, с которым впоследствии вступил в союз.

## Биография
Сын Абдаллаха бин Султана аль-Касими (? — 1855) и внук Султана бин Сакра аль-Касими (1781—1866), шейха Шарджи и Рас-эль-Хаймы (1803—1866). Его отец Абдаллах был убит восставшими хамрийцами в 1855 году.
После вступления Салима бин Султана Аль-Касими на пост правителя Шарджи в 1868 году, после смерти его брата Халида бин Султана, племянник Салима, Хумайд бин Абдаллах, взял на себя роль вали (губернатора) Рас-эль-Хаймы. В следующем году он провозгласил независимость от эмирата Шарджи.
Махинации саудовского агента привели к попытке установить Хумайда правителем Шарджи, но эта попытка в конечном счете потерпела неудачу, что привело к насилию в Шардже и смерти соответствующего джентльмена.
В мае 1869 года Салим бин Султан и его брат Ибрагим вместе выступили против Хумайда бин Абдаллаха с намерением утвердить Ибрагима правителем Рас-эль-Хаймы, высадив 1500 человек с 32 лодок. Хумайду помог отряд численностью около 500 человек, высадившийся из Умм-эль-Кайвайна, и бои развернулись как в Джазират-Эль-Хамре, так и в городе Рас-эль-Хайма. Британский резидент, полковник Льюис Пелли, узнав об этом нарушении морского перемирия (высадка войск в результате акта войны на море нарушила договор), отплыл из Бендер-Ленге на Далхаузи с канонерской лодкой Хью Роуз. Прибыв в Рас-эль-Хайму 12 мая, Пелли приказал братьям Салиму и Ибрагиму вывести свои войска из Рас-эль-Хаймы к закату следующего дня.
Однако союзы быстро менялись, и в 1871 году Хумайд бин Абдаллах вместе с правителем Умм-эль-Кайвайна поддержали Салима бин Султана, когда тот воспользовался отсутствием Ибрагима в поездке в Абу-Даби и закрепил свое господство, вернув себе полный контроль над Шарджой. В то же время Хумайд бин Абдаллах отвоевал районы Шаам, Рамс и Шималь, которые сумели выйти из-под его власти. Попытка Шаама отделиться в 1885 году привела к тому, что Хумайд получил от этого места штраф в размере 1600 долларов Марии Терезии.
Хумайд бин Абдаллах аль-Касими скончался в 1900 году, и его смерть привела к тому, что правитель Шарджи Сакр бин Халид аль-Касими в том же году захватил Рас-эль-Хайму.